# Jerry Colangelo
Jerry Colangelo (Chicago Heights, Illinois, 20 de noviembre de 1939) es un emprendedor, exentrenador y exdirigente deportivo de baloncesto estadounidense que ejerció como entrenador durante dos temporadas en los Phoenix Suns de la NBA. Como dirigente, ganó en cuatro ocasiones el premio al Ejecutivo del Año de la NBA. Es miembro del Basketball Hall of Fame como contribuyente desde 2004, y padre del también dirigente deportivo Bryan Colangelo.

## Trayectoria deportiva

### Universidad
Colangelo se matriculó en la Universidad de Kansas, pero fue transferido a los Fighting Illini de la Universidad de Illinois después de que el posible compañero de equipo Wilt Chamberlain se fuera. Allí jugó también al béisbol.

### Dirigente deportivo
En 1968 se convirtió en el general mánager más joven de la historia de la NBA, tras acceder al cargo en los Phoenix Suns. Permaneció en el puesto hasta 1994, ganando en cuatro ocasiones el título de Ejecutivo del Año de la NBA, en 1976, 1981, 1989 y 1993.

### Entrenador
En la temporada 1969-70, Colangelo despidió a Red Kerr como entrenador, y se hizo cargo él del equipo. Dirigió al mismo durante 44 partidos, logrando 24 victorias y 20 derrotas.
Volvió a hacerse cargo del equipo en la temporada 1972-73, cuando sustituyó en el puesto a Butch van Breda Kolff tras los 7 primeros partidos. Acabó la misma con 35 victorias y 40 derrotas, no logrando clasificar al equipo para los playoffs.

### Otras actividades deportivas
En 1994 reunió a un grupo de inversores con la intención de adquirir una franquicia en las Ligas Mayores de Béisbol en el estado de Arizona, y al año siguiente consiguió uno de los puestos en expansión con los Arizona Diamondbacks.
En 1997 creó el equipo de las Phoenix Mercury que competirían en la temporada inaugural de la WNBA de baloncesto femenino, formando parte además del comité fundador de la liga.

## Estadísticas
| Equipo       | Temp.   | P   | V  | D  | %V-D | Finalizó    | PP | VP | DP | %V-DP | Resultado                       |
| ------------ | ------- | --- | -- | -- | ---- | ----------- | -- | -- | -- | ----- | ------------------------------- |
| Phoenix Suns | 1969-70 | 44  | 24 | 20 | .545 | 2º en Oeste | 7  | 3  | 4  | .429  | Pierde en Semifinal de División |
| Phoenix Suns | 1972-73 | 75  | 35 | 40 | .467 | 3º en Oeste |    |    |    |       |                                 |
| Total        |         | 119 | 59 | 60 | .542 |             | 7  | 3  | 4  | .429  |                                 |